# Impulsividade

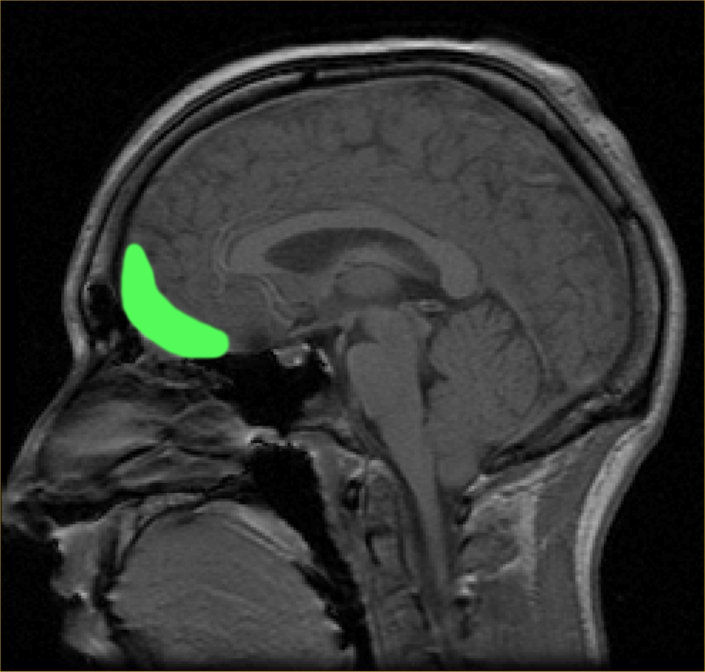
Córtex orbitofrontal, parte do córtex pré-frontal que molda a toma de decisões

Na psicologia, a impulsividade (ou impulsividade no sentido de impulsividade comportamental) é uma tendência de agir por um capricho, exibindo um comportamento caracterizado por pouca ou nenhuma previsão, reflexão ou consideração das consequências. Ações impulsivas são tipicamente “mal concebidas, expressas prematuramente, excessivamente arriscadas ou inadequadas à situação, o que frequentemente resulta em consequências indesejáveis”, o que coloca em risco metas de objetivos a longo prazo e estratégias para o sucesso. A impulsividade pode ser classificada como um constructo multifatorial. Também foi sugerida uma variedade funcional de impulsividade, que envolve agir sem muita reflexão em situações apropriadas e que pode resultar em consequências desejáveis. “Quando tais ações produzem resultados positivos, elas tendem a não ser vistas como sinais de impulsividade, mas como indicadores de ousadia, rapidez, espontaneidade, coragem ou não conformidade.” Assim, o constructo da impulsividade inclui pelo menos dois componentes independentes: primeiro, agir sem uma quantidade apropriada de deliberação, que pode ou não ser funcional; e, segundo, optar por ganhos de curto prazo em detrimento dos de longo prazo.
A impulsividade é tanto uma faceta da personalidade quanto um componente importante de vários transtornos, incluindo FASD, TDAH, transtornos por uso de substâncias, transtorno bipolar, transtorno de personalidade antissocial, e transtorno de personalidade borderline. Padrões anormais de impulsividade também foram observados em casos de lesão cerebral adquirida e em doenças neurodegenerativas. Achados neurobiológicos sugerem que existem regiões específicas do cérebro envolvidas no comportamento impulsivo, embora redes neurais distintas possam contribuir para diferentes manifestações da impulsividade, e que a genética pode desempenhar um papel.
Muitas ações contêm tanto características impulsivas quanto compulsivas, mas impulsividade e compulsividade são funcionalmente distintas. Elas se inter-relacionam, pois ambas exibem uma tendência a agir prematuramente ou sem reflexão adequada, frequentemente com resultados negativos. A compulsividade pode estar em um continuum com a impulsividade em uma extremidade e a compulsividade na outra, mas as pesquisas têm sido contraditórias sobre este ponto. A compulsividade ocorre em resposta a um risco ou ameaça percebida, enquanto a impulsividade ocorre em resposta a um ganho ou benefício imediato percebido, e, enquanto a compulsividade envolve ações repetitivas, a impulsividade envolve reações não planejadas.
A impulsividade é uma característica comum em condições como jogo patológico e vício em álcool. Pesquisas demonstraram que indivíduos com qualquer uma dessas dependências descontam valores monetários atrasados a taxas mais altas do que aqueles sem tais problemas, e que a presença de abuso de jogo e álcool tem efeitos aditivos no desconto.

## Impulso
Um impulso é um desejo ou ânsia, particularmente um súbito. Pode ser considerado como uma parte normal e fundamental dos processos humanos de pensamento, mas também como algo que pode se tornar problemático, como em condições como o transtorno obsessivo-compulsivo, transtorno de personalidade borderline, transtorno do déficit de atenção/hiperatividade ou em transtorno do espectro alcoólico fetal.
A capacidade de controlar os impulsos, ou mais especificamente controlar o desejo de agir de acordo com eles, é um fator importante na psicologia da personalidade e na socialização. Gratificação adiada, também conhecida como controle de impulsos, é um exemplo disso, envolvendo impulsos principalmente relacionados a coisas que uma pessoa deseja. A gratificação adiada ocorre quando alguém evita agir de acordo com impulsos iniciais. Estudos sobre gratificação adiada foram realizados em relação à obesidade infantil. Resistir à vontade de agir por impulso é importante para ensinar as crianças, pois ensina o valor da gratificação adiada.

Muitos problemas psicológicos são caracterizados por uma perda de controle ou uma falta de controle em situações específicas. Normalmente, essa falta de controle faz parte de um padrão de comportamento que também envolve outros desadaptativos pensamentos e ações, como problemas com abuso de substâncias ou transtornos sexuais, como as parafilias (por exemplo, pedofilia e exibição). Quando a perda de controle é apenas um componente de um transtorno, geralmente não precisa fazer parte do padrão comportamental, e outros sintomas também devem estar presentes para que o diagnóstico seja feito. (Franklin)

## Os cinco traços que podem levar a ações impulsivas
Durante muitos anos, entendeu-se que a impulsividade é um traço, mas análises posteriores identificaram cinco traços que podem levar a ações impulsivas:
- urgência positiva,
- urgência negativa,
- busca de sensações,
- falta de planejamento e
- falta de perseverança.[27][28][29][30]

## Problemas comportamentais e sociais associados

### Transtorno do Déficit de Atenção/Hiperatividade (TDAH)
O Transtorno do Déficit de Atenção/Hiperatividade (TDAH) é um transtorno de múltiplos componentes que envolve desatenção, impulsividade e hiperatividade. O Manual Diagnóstico e Estatístico de Transtornos Mentais (DSM-IV-TR) classifica o TDAH em três subtipos, de acordo com os sintomas comportamentais:
- Tipo Predominantemente Desatento,
- Tipo Predominantemente Hiperativo-Impulsivo e
- Tipo Combinado.

Os sintomas do tipo predominantemente hiperativo-impulsivo podem incluir:
- agitação e inquietação na cadeira,
- fala incessante,
- correr de um lado para o outro e tocar ou brincar com qualquer coisa à vista,
- dificuldade para permanecer sentado durante refeições, aulas ou momentos de história,
- estar constantemente em movimento e
- dificuldade para realizar tarefas ou atividades que exijam silêncio.

Outras manifestações, predominantemente relacionadas à impulsividade, incluem:
- ser muito impaciente,
- ter dificuldade para esperar o que desejam ou sua vez em jogos,
- frequentemente interromper conversas ou atividades de outros, ou
- soltar comentários inapropriados, demonstrar emoções sem controle e agir sem considerar as consequências.

A prevalência do transtorno em todo o mundo é estimada entre 4% e 10%, com relatos tão baixos quanto 2,2% e tão altos quanto 17,8%. A variação nas taxas de diagnóstico pode ser atribuída a diferenças entre populações (por exemplo, culturais) e metodologias de diagnóstico. A prevalência do TDAH entre as mulheres é menos da metade daquela observada entre os homens, e as mulheres tendem a se enquadrar mais no subtipo desatento.
Apesar do aumento no diagnóstico do subtipo desatento, a impulsividade é comumente considerada a característica central do TDAH, sendo os subtipos impulsivo e combinado os principais responsáveis pelos custos sociais associados ao TDAH. O custo estimado da doença para uma criança com TDAH é de US$ 14.576 (valores de 2005) por ano. A prevalência do TDAH em populações carcerárias é significativamente maior do que na população em geral.
Tanto em adultos e em crianças, O TDAH apresenta alta comorbidade com outros transtornos mentais, como dificuldade de aprendizagem, transtorno de conduta, transtorno de ansiedade, transtorno depressivo maior, transtorno bipolar e transtornos relacionados ao uso de substâncias.
Os fatores genéticos e ambientais que contribuem para o TDAH são relativamente desconhecidos, mas os endofenótipos oferecem uma possibilidade intermediária entre os genes e os sintomas. O TDAH está comumente ligado a déficits “centrais” envolvendo “[executivo]”, “aversão ao atraso” (desconto hiperbólico) ou teorias de “ativação/estado de alerta” que tentam explicar o TDAH por meio de sua sintomatologia. Por outro lado, os endofenótipos pretendem identificar potenciais marcadores comportamentais que correlacionam com etiologias genéticas específicas. Há evidências que apoiam déficits na inibição de respostas como um desses marcadores. Problemas em inibir respostas prepotentes estão associados a déficits no funcionamento do córtex pré-frontal (CPF), uma disfunção comum associada ao TDAH e a outros transtornos do controle de impulsos.
Intervenções psicofarmacológicas e comportamentais baseadas em evidências existem para o tratamento do TDAH.

### Abuso de substâncias
A impulsividade parece estar ligada a todas as fases do abuso de substâncias.
A fase de aquisição do abuso de substâncias envolve a escalada do uso esporádico para o uso regular. A impulsividade pode estar relacionada à aquisição do abuso de substâncias devido ao potencial papel que a gratificação imediata proporcionada pela substância desempenha ao compensar os maiores benefícios futuros de abster-se do uso, e porque pessoas com controle inibitório comprometido podem não conseguir superar estímulos ambientais motivadores, como a pressão dos pares. “Da mesma forma, indivíduos que desvalorizam reforçadores adiados começam a abusar de álcool, maconha e cigarros precocemente, enquanto também abusam de uma variedade mais ampla de drogas ilícitas em comparação com aqueles que desvalorizam menos os reforçadores adiados.”
A escalada ou desregulação é a fase seguinte e mais grave do abuso de substâncias. Nesta fase, os indivíduos “perdem o controle” de sua dependência, com grandes níveis de consumo e uso compulsivo. Estudos com animais sugerem que indivíduos com níveis mais elevados de impulsividade podem ser mais propensos à fase de escalada do abuso de substâncias.
A impulsividade também está relacionada às fases de abstinência, recaída e tratamento do abuso de substâncias. Pessoas que obtiveram pontuações altas na Escala de Impulsividade de Barratt (BIS) têm maior probabilidade de interromper o tratamento para abuso de cocaína. Além disso, esses indivíduos aderem ao tratamento por um período mais curto do que aqueles com pontuações baixas em impulsividade. Ademais, pessoas impulsivas demonstram maiores desejos por drogas durante períodos de abstinência e têm maior probabilidade de recair. Esse efeito foi demonstrado em um estudo no qual fumantes que obtiveram pontuações altas na BIS apresentaram maior desejo em resposta a sinais de fumar e cederam a esses desejos mais rapidamente do que fumantes menos impulsivos. Em suma, as pesquisas atuais sugerem que indivíduos impulsivos têm menor probabilidade de se abster do uso de drogas e maior propensão à recaída em um período mais curto do que indivíduos menos impulsivos.
É importante notar não apenas o efeito da impulsividade sobre o abuso de substâncias, mas também o efeito recíproco pelo qual o abuso de substâncias pode aumentar a impulsividade. O efeito promovido da impulsividade sobre o abuso de substâncias e o efeito do abuso de substâncias no aumento da impulsividade criam um ciclo de feedback positivo que mantém os comportamentos de busca por substâncias. Isso também dificulta conclusões sobre a direção da causalidade. Esse fenômeno foi demonstrado em relação a várias substâncias, mas não a todas. Por exemplo, o álcool demonstrou aumentar a impulsividade, enquanto os resultados com anfetaminas foram mistos.
Os tratamentos para transtornos por uso de substâncias incluem a prescrição de medicamentos como acamprosato, buprenorfina, disulfiram, LAAM, metadona e naltrexona, bem como tratamentos psicoterapêuticos eficazes, como
terapia comportamental de casais, TCC, gerenciamento de contingência, terapia de melhoria motivacional e prevenção de recaídas.

### Alimentação
O consumo impulsivo em excesso pode variar desde um episódio isolado de indulgência por parte de uma pessoa saudável até episódios crônicos de compulsão alimentar por parte de indivíduos com transtornos alimentares.[carece de fontes?]
O consumo de um alimento tentador por indivíduos não clínicos aumenta quando os recursos de autorregulação já foram esgotados por outra tarefa, sugerindo que isso ocorre devido a uma falha no autocontrole. O comer impulsivamente alimentos não saudáveis parece ser regulado por diferenças individuais em impulsividade quando o autocontrole está fraco e por atitudes em relação ao alimento e à alimentação saudável quando o autocontrole está forte. Há também evidências de que o consumo alimentar aumenta quando as pessoas estão em um estado de humor triste, embora seja possível que isso se deva mais à regulação emocional do que à falta de autocontrole. Nesses casos, o comer em excesso ocorrerá apenas se o alimento for palatável para a pessoa e, se for o caso, as diferenças individuais em impulsividade podem prever a quantidade consumida.
A compulsão alimentar crônica é um componente comportamental do transtorno da compulsão alimentar periódica, compulsão alimentar, e bulimia nervosa. Essas doenças são mais comuns em mulheres e podem envolver o consumo de milhares de calorias de uma vez. Dependendo de qual desses transtornos é a causa subjacente, um episódio de comer em excesso pode ter diversas motivações. Características comuns entre esses três transtornos incluem baixa autoestima, depressão, comer mesmo sem fome física, preocupação excessiva com a comida, comer sozinho devido à vergonha e sentimentos de arrependimento ou repulsa após o episódio.
A impulsividade afeta de maneira diferenciada os transtornos que envolvem o controle excessivo da ingestão de alimentos (como a anorexia nervosa) e os transtornos que envolvem a falta de controle sobre a ingestão (como a bulimia nervosa). A impulsividade cognitiva, como a tomada de risco, é um componente de muitos transtornos alimentares, inclusive dos restritivos. Contudo, somente pessoas com transtornos que envolvem episódios de comer em excesso apresentam níveis elevados de impulsividade motora, como a capacidade reduzida de inibição de resposta.
Uma teoria sugere que o episódio de compulsão alimentar oferece uma fuga de curto prazo de sentimentos de tristeza, raiva ou tédio, embora possa contribuir para esses sentimentos negativos a longo prazo. Outra teoria sugere que a compulsão alimentar envolve a busca por recompensa, como evidenciado pela diminuição dos receptores de ligação à serotonina em mulheres com compulsão alimentar, em comparação com controles com peso equivalente, e o valor preditivo de uma sensibilidade/impulso elevado à recompensa em comportamentos alimentares disfuncionais.
Os tratamentos para episódios clínicos de compulsão alimentar incluem terapia cognitivo-comportamental para ensinar as pessoas a monitorar e mudar seus hábitos e ações alimentares, psicoterapia interpessoal para ajudar a analisar a contribuição dos amigos e da família no transtorno, e terapias farmacológicas, incluindo antidepressivos e ISRS.

### Compras por impulso
Compra por impulso consiste na aquisição de um produto ou serviço sem qualquer intenção prévia de fazê-lo. Chegou a ser especulado que isso responde por até oitenta por cento de todas as compras nos Estados Unidos.
Existem várias teorias acerca da compra por impulso. Uma teoria sugere que é a combinação da exposição com a velocidade com que uma recompensa pode ser obtida que influencia o indivíduo a escolher recompensas imediatas menores em detrimento de recompensas maiores que poderiam ser obtidas mais tarde. Por exemplo, uma pessoa pode optar por comprar uma barra de chocolate simplesmente por estar no corredor de doces, mesmo tendo decidido anteriormente que não compraria doces durante a visita à loja.
Outra teoria baseia-se no autorregulação, que sugere que a capacidade de se abster de comprar por impulso é um recurso finito. À medida que essa capacidade se esgota com atos repetidos de restrição, a suscetibilidade a adquirir outros itens por impulso aumenta.[carece de fontes?]
Por fim, uma terceira teoria sugere uma ligação emocional e comportamental entre o comprador e o produto, o que impulsiona tanto a probabilidade de uma compra impulsiva quanto o grau de satisfação retroativa com o resultado dessa compra. Alguns estudos demonstraram que um grande número de indivíduos se mostra satisfeito com compras realizadas por impulso (41% em um estudo), o que seria explicado por um apego emocional preexistente que tem uma relação positiva tanto com a probabilidade de iniciar a compra quanto com a mitigação da insatisfação pós-compra. Por exemplo, na compra de artigos universitários relacionados a uma equipe, uma grande porcentagem dessas compras é realizada por impulso e está ligada ao grau de vínculo positivo que a pessoa tem com a equipe.
A compra por impulso é vista tanto como um traço individual – em que cada pessoa possui uma predisposição ou componente hereditário – quanto como um construto situacional, que é influenciado por fatores como o estado emocional no momento da compra e os vínculos preestabelecidos que o indivíduo tem com o produto.
Intervenções psicoterapêuticas e tratamentos farmacológicos demonstraram ser úteis para pacientes com transtorno de compra impulsivo-compulsiva.
Intervenções psicoterapêuticas incluem o uso de técnicas de dessensibilização, livros de autoajuda ou a participação em grupos de apoio.
Intervenções farmacológicas incluem o uso de ISRS, como fluvoxamina, citalopram, escitalopram, e naltrexona.

### Transtornos do controle de impulsos não classificados em outra parte
Os transtornos do controle de impulsos (TCI) são uma classe de diagnósticos do Manual Diagnóstico e Estatístico de Transtornos Mentais que não se enquadram nas outras categorias diagnósticas do manual (por exemplo, transtornos por uso de substâncias) e que são caracterizados por extrema dificuldade em controlar impulsos ou vontades, mesmo diante de consequências negativas. Indivíduos que sofrem de um transtorno do controle de impulsos frequentemente experimentam cinco estágios de sintomas: um impulso ou desejo avassalador, a falha em resistir ao impulso, um aumento do estado de excitação, a sucumbência ao impulso (o que geralmente gera alívio da tensão) e, por fim, o possível arrependimento ou sentimentos de culpa após a realização do comportamento. Transtornos específicos incluídos nesta categoria são transtorno explosivo intermitente, cleptomania, jogo patológico, piromania, tricotilomania (transtorno de arrancar cabelos) e transtornos do controle de impulsos não especificados (TCI-NE). O TCI-NE inclui outras dificuldades significativas relacionadas à impulsividade, mas que não atendem aos critérios para um diagnóstico específico.
Há muito debate sobre se os TCI merecem uma categoria diagnóstica própria ou se, de fato, são fenomenologicamente e epidemiologicamente relacionados a outras condições psiquiátricas importantes, como o transtorno obsessivo-compulsivo (TOC), transtornos afetivos e transtornos aditivos. De fato, a classificação dos TCI provavelmente mudará com o lançamento do DSM-V em maio de 2013. Nesta nova revisão, o TCI-NE provavelmente será reduzido ou removido; revisões propostas incluem a reclassificação da tricotilomania (a ser renomeada como transtorno de arrancar cabelos) e do transtorno de escoriação, sob o grupo dos transtornos obsessivo-compulsivos e relacionados, a mudança do transtorno explosivo intermitente para o grupo dos transtornos disruptivos, do controle de impulsos e de conduta, e o jogo patológico poderá ser incluído em transtornos relacionados a adicção.
O papel da impulsividade nos TCI varia. As pesquisas sobre cleptomania e piromania são escassas, embora haja algumas evidências de que a gravidade da cleptomania esteja relacionada a um mau funcionamento executivo.
A tricotilomania e o transtorno de escoriação parecem ser transtornos que envolvem principalmente a impulsividade motora, e provavelmente serão classificados no DSM-V na categoria de transtornos obsessivo-compulsivos e relacionados.
O jogo patológico, por sua vez, parece envolver diversos aspectos da impulsividade e anomalias na circuitaria de recompensa (semelhante aos transtornos por uso de substâncias), o que tem levado à sua conceituação crescente como uma adicção comportamental ou não relacionada a substâncias. Evidências que elucidam o papel da impulsividade no jogo patológico vêm se acumulando, com amostras de jogadores patológicos demonstrando maior impulsividade de resposta (medida por tarefas de “go/no-go” e tempo de reação de sinal de parada), maior impulsividade na escolha e impulsividade reflexiva do que amostras de controle. Adicionalmente, jogadores patológicos tendem a demonstrar maior perseveração na resposta (compulsividade) e tomada de decisão arriscada em tarefas de jogo em laboratório, embora não haja evidências robustas que indiquem prejuízo na atenção ou na memória de trabalho. Essas relações entre impulsividade e jogo patológico são confirmadas por pesquisas de função cerebral: jogadores patológicos demonstram menor ativação em regiões corticais frontais (implicadas na impulsividade) em comparação com controles durante tarefas que demandam avaliação de impulsividade, compulsividade e risco/recompensa. Achados preliminares, embora variáveis, também sugerem que a ativação estriatal difere entre jogadores e controles, e que podem existir diferenças em neurotransmissores (por exemplo, dopamina, serotonina, opioides, glutamato, norepinefrina).
Indivíduos com transtorno explosivo intermitente, também conhecido como agressão impulsiva, apresentaram anomalias serotonérgicas e mostram ativação diferencial em resposta a estímulos e situações emocionais. Notavelmente, o transtorno explosivo intermitente não está associado a uma maior probabilidade de diagnóstico de qualquer outro TCI, mas é altamente comórbido com transtornos do comportamento disruptivo na infância. É provável que o transtorno explosivo intermitente seja reclassificado no DSM-V sob a rubrica dos transtornos disruptivos, do controle de impulsos e de conduta.
Esses tipos de transtornos do controle de impulsos são mais frequentemente tratados por meio de intervenções psicofarmacológicas específicas (por exemplo, antidepressivos) e tratamentos comportamentais, como terapia cognitivo-comportamental.[carece de fontes?]

## Teorias da impulsividade

### Esgotamento do ego (cognitivo)
De acordo com a teoria do esgotamento do ego (ou esgotamento cognitivo) da impulsividade, o autocontrole refere-se à capacidade de alterar as próprias respostas, especialmente para alinhá-las com padrões como ideais, valores, moral e expectativas sociais, e para apoiar a busca de metas a longo prazo. O autocontrole permite que uma pessoa contenha ou anule uma resposta, possibilitando uma resposta alternativa. Um dos postulados principais da teoria é que envolver-se em atos de autocontrole consome de um “reservatório” limitado de recursos de autocontrole que, quando esgotados, resultam em uma capacidade reduzida para a autorregulação subsequente. O autocontrole é visto como análogo a um músculo: assim como um músculo requer força e energia para exercer uma ação por um período, atos que demandam alto autocontrole também requerem força e energia para serem executados. Da mesma forma que os músculos se fatigam após um período de esforço sustentado e têm capacidade reduzida para exercer mais força, o autocontrole pode ser esgotado quando exigido por um período de tempo. Baumeister e colegas denominaram o estado de diminuição da força do autocontrole de esgotamento do ego (ou esgotamento cognitivo).
O modelo de força do autocontrole postula que:
- Assim como exercícios podem fortalecer os músculos, há evidências de que esforços regulares de autocontrole podem melhorar a força da vontade.[89] Essas melhorias geralmente se manifestam como resistência ao esgotamento, ou seja, o desempenho em tarefas que demandam autocontrole se deteriora a um ritmo mais lento.[85] Esforços direcionados para controlar o comportamento em uma área, como gastar dinheiro ou exercitar-se, levam a melhorias em áreas não relacionadas, como estudar ou realizar tarefas domésticas. E exercícios diários de autocontrole, como melhorar a postura, alterar o comportamento verbal e usar a mão não dominante para tarefas simples, produzem gradualmente melhorias no autocontrole conforme medido por testes laboratoriais.[85] O fato de que essas melhorias se estenderem a tarefas bastante diferentes dos exercícios diários demonstra que elas não se devem apenas ao aumento de habilidade ou à aquisição de autoeficácia a partir da prática.[85]
- Assim como atletas começam a conservar sua força restante quando os músculos começam a se cansar, os indivíduos também passam a conservar seus recursos autorregulatórios quando estes começam a se esgotar. A gravidade do comprometimento comportamental durante o esgotamento depende, em parte, da expectativa de enfrentar desafios futuros.[85] Quando as pessoas esperam ter que exercer autocontrole posteriormente, elas limitam seu desempenho atual de forma mais severa do que se não antecipam tais demandas.[90]
- Em consonância com a hipótese de conservação, as pessoas podem exercer autocontrole mesmo após o esgotamento do ego, se os incentivos forem suficientemente altos. Oferecer incentivos financeiros ou outras motivações para um bom desempenho contrabalança os efeitos do esgotamento.[91] Isso pode parecer surpreendente, mas na verdade pode ser altamente adaptativo. Dado o valor e a importância da capacidade de autocontrole, seria perigoso para uma pessoa perder essa capacidade completamente, e, por isso, os efeitos do esgotamento do ego podem ocorrer porque as pessoas passam a conservar sua força remanescente.[85] Quando as pessoas se esforçam novamente em uma segunda tarefa, elas esgotam ainda mais o recurso, refletido em comprometimentos severos em uma terceira tarefa que não haviam antecipado.[90]

Testes empíricos do efeito do esgotamento do ego geralmente adotam o paradigma de tarefa dupla. Participantes designados para um grupo experimental de esgotamento do ego são obrigados a realizar duas tarefas consecutivas que demandam autocontrole. Participantes do grupo controle também realizam duas tarefas consecutivas, mas somente a segunda demanda autocontrole. O modelo de força prediz que o desempenho do grupo experimental na segunda tarefa de autocontrole será prejudicado em relação ao grupo controle. Isso ocorre porque os recursos finitos de autocontrole dos participantes experimentais estarão esgotados após a primeira tarefa.
Os efeitos do esgotamento do ego não parecem ser produto de humor ou excitação. Na maioria dos estudos, humor e excitação não diferem entre os participantes que exerceram autocontrole e aqueles que não exerceram. Da mesma forma, humor e excitação não se relacionaram com o desempenho final no autocontrole. O mesmo ocorre com itens de humor mais específicos, como frustração, irritação, aborrecimento, tédio ou interesse. Feedback sobre o sucesso ou fracasso dos esforços de autocontrole não parece afetar o desempenho. Em resumo, a diminuição do desempenho do autocontrole após a sua aplicação parece estar diretamente relacionada à quantidade de autocontrole empregada, e não pode ser explicada facilmente por outros processos psicológicos bem estabelecidos.

### Processos automáticos vs. controlados / controle cognitivo
A teoria dos dois processos postula que os processos mentais operam em duas classes distintas: automáticos e controlados. Em geral, processos automáticos são aqueles de natureza experiencial, que ocorrem sem a participação de níveis elevados de cognição, e baseiam-se em experiências prévias ou heurísticas informais. Decisões controladas são processos conscientes e que demandam esforço, nos quais o indivíduo pondera alternativas e toma uma decisão mais deliberada.
- Processo Automático: Processos automáticos possuem quatro características principais.[97] Eles ocorrem de forma não intencional ou sem uma decisão consciente, o custo da decisão é muito baixo em termos de recursos mentais, não podem ser facilmente interrompidos e ocorrem sem o pensamento consciente do indivíduo.
- Processo Controlado: Processos controlados também apresentam quatro características principais[97] que são praticamente opostas às dos automáticos. Processos controlados ocorrem de forma intencional, exigem o gasto de recursos cognitivos, o indivíduo pode interromper o processo voluntariamente e o processo mental é consciente.

Teorias dos dois processos, em determinado momento, consideravam qualquer ação ou pensamento como sendo ou automático ou controlado. Contudo, atualmente esses processos são vistos como operando ao longo de um continuum, de modo que a maioria das ações impulsivas apresenta atributos tanto controlados quanto automáticos. Processos automáticos são classificados de acordo com sua intenção de inibir ou facilitar um processo de pensamento. Por exemplo, em um estudo os pesquisadores ofereceram aos indivíduos uma escolha entre uma chance em 10 de ganhar um prêmio e 10 em 100. Muitos participantes escolheram uma das alternativas sem perceber que as probabilidades em cada opção eram equivalentes, pois viam apenas 10 chances totais como mais benéficas, ou consideravam que ter 10 oportunidades de ganhar era mais vantajoso. Em efeito, decisões impulsivas podem ser tomadas quando informações e experiências prévias ditam que um dos cursos de ação é mais benéfico, quando, na realidade, uma consideração cuidadosa permitiria ao indivíduo tomar uma decisão mais informada e adequada.

### Escolha intertemporal
Escolha intertemporal é definida como “decisões cujas consequências se manifestam ao longo do tempo”. Isso é frequentemente avaliado pela importância relativa que as pessoas atribuem a recompensas em diferentes momentos, seja solicitando que os sujeitos experimentais escolham entre alternativas ou examinando escolhas comportamentais em um ambiente natural.
A escolha intertemporal é comumente medida em laboratório usando um paradigma de “desconto de atraso”, o qual mensura o processo de desvalorização de recompensas e punições que ocorrerão no futuro. Nesse paradigma, os sujeitos devem escolher entre uma recompensa menor, mas entregue rapidamente, e uma recompensa maior, porém com atraso. Optar pela recompensa menor e imediata é considerado impulsivo. Ao realizar repetidamente essas escolhas, pontos de indiferença podem ser estimados. Por exemplo, se alguém escolhe US$ 70 agora em vez de US$ 100 em uma semana, mas escolhe US$ 100 em uma semana em vez de US$ 60 agora, pode-se inferir que essa pessoa é indiferente entre US$ 100 em uma semana e um valor intermediário entre US$ 60 e US$ 70. Uma curva de desconto de atraso pode ser obtida para cada participante traçando seus pontos de indiferença para diferentes montantes de recompensa e intervalos de tempo. Diferenças individuais nessas curvas de desconto são afetadas por características de personalidade, como auto-relatos de impulsividade e locus de controle; por características pessoais, como idade, gênero, QI, raça e cultura; por características socioeconômicas, como renda e escolaridade; entre muitas outras variáveis. em relação ao vício em drogas. Lesões na sub-região do núcleo accumbens central ou na amígdala basolateral provocam mudanças em direção à escolha da recompensa menor e imediata, sugerindo o envolvimento dessas regiões cerebrais na preferência por reforçadores adiados. Há também evidências de que o córtex orbitofrontal está envolvido no desconto de atraso, embora haja debate sobre se lesões nessa região resultam em maior ou menor impulsividade.
A teoria econômica sugere que o desconto ideal envolve a desvalorização exponencial do valor ao longo do tempo. Esse modelo assume que pessoas e instituições devem descontar o valor das recompensas e punições a uma taxa constante, de acordo com o atraso temporal. Embora seja economicamente racional, evidências recentes sugerem que pessoas e animais não descontam de forma exponencial. Muitos estudos indicam que humanos e animais descontam valores futuros de acordo com uma curva de desconto hiperbólico, onde o fator de desconto diminui com o aumento do atraso (por exemplo, esperar de hoje para amanhã envolve maior perda de valor do que esperar de vinte para vinte e um dias). Evidências adicionais de um desconto não constante advêm do envolvimento diferencial de várias regiões cerebrais na avaliação de consequências imediatas versus atrasadas. Especificamente, o córtex pré-frontal é ativado ao se escolher entre recompensas com atraso curto ou longo, mas regiões associadas ao sistema dopaminérgico são ativadas adicionalmente quando a opção de um reforçador imediato é adicionada. Adicionalmente, as escolhas intertemporais diferem dos modelos econômicos porque envolvem antecipação (a qual pode gerar uma “recompensa” neurológica mesmo que o reforçador seja atrasado), autocontrole (e sua quebra diante de tentações) e representação (a forma como a escolha é apresentada pode influenciar a desejabilidade do reforçador), nenhum dos quais é considerado em um modelo que assume a racionalidade econômica.
Um aspecto da escolha intertemporal é a possibilidade de reversão de preferência, quando uma recompensa tentadora passa a ser mais valorizada do que a abstinência apenas quando está imediatamente disponível. Por exemplo, quando se está em casa sozinho, uma pessoa pode afirmar que valoriza o benefício à saúde de não fumar um cigarro em detrimento do efeito de fumá-lo. Porém, mais tarde, quando o cigarro está imediatamente disponível, o valor subjetivo do cigarro pode aumentar e ela pode optar por fumá-lo.
Uma teoria denominada “o caminho da amendoeira” (primrose path) pretende explicar como a reversão de preferência pode levar, a longo prazo, ao vício. Por exemplo, uma vida inteira de sobriedade pode ser mais valorizada do que uma vida inteira de alcoolismo, mas, ao mesmo tempo, um único gole agora pode ser mais valorizado do que a abstinência imediata. Como a escolha é sempre “agora”, a bebida é sempre escolhida, produzindo um efeito paradoxal em que a alternativa de longo prazo, embora mais valorizada, não é alcançada porque a alternativa de curto prazo é sempre a escolhida. Esse é um exemplo de ambivalência complexa, quando a escolha não se dá entre duas alternativas concretas, mas entre uma alternativa imediata e tangível (por exemplo, tomar uma bebida) e uma alternativa adiada e abstrata (por exemplo, a sobriedade).
Semelhanças entre humanos e animais não humanos na escolha intertemporal foram estudadas. Pombos e ratos também descontam de forma hiperbólica; macacos tamarins não esperam mais de oito segundos para triplicar a quantidade de uma recompensa alimentar. Surge, assim, a questão de saber se isso se deve a uma diferença de homologia ou analogia – isto é, se o mesmo processo subjacente explica as semelhanças entre humanos e animais ou se processos diferentes se manifestam em padrões semelhantes de resultados.

### Inibição (controle inibitório)
O controle inibitório, frequentemente conceituado como uma função executiva, é a capacidade de inibição cognitiva de inibir ou conter uma resposta prepotente. Teoriza-se que o comportamento impulsivo reflete um déficit nessa capacidade de inibir uma resposta; pessoas impulsivas podem ter mais dificuldade em inibir uma ação, enquanto indivíduos não impulsivos a inibem com maior facilidade. Há evidências de que, em adultos normais, medidas comportamentais comumente utilizadas para o controle inibitório correlacionam-se com medidas auto-relatadas de impulsividade.
O controle inibitório pode ser multifacetado, evidenciado por diversos construtos de inibição que podem ser medidos de formas diferentes e que se relacionam com tipos específicos de psicopatologia. Joel Nigg desenvolveu uma taxonomia útil desses diferentes tipos de inibição, fundamentada nas áreas da psicologia cognitiva e da personalidade. Nigg propôs oito tipos de inibição, dentre os quais se incluem:

#### Inibição Executiva

##### Controle de interferência
Supressão de um estímulo que provoca uma resposta interferente, permitindo que a pessoa complete a resposta primária. O controle de interferência pode também se referir à supressão de distrações.
Esse controle tem sido medido por meio de tarefas cognitivas, como o teste Stroop, tarefas Eriksen flanker, paradigma de tarefa dupla e tarefas de priming (psicologia). Pesquisadores de personalidade utilizam as medidas de controle esforçado da escala de autorregulação de Rothbart e a escala de conscienciosidade dos traços dos Cinco Grandes como medidas de inventário do controle de interferência. Com base em estudos de imagem e pesquisas neurais, teoriza-se que o córtex cingulado anterior, o córtex pré-frontal dorsolateral/premotor e os gânglios da base estão relacionados ao controle de interferência.

##### Inibição Cognitiva
A inibição cognitiva é a supressão de pensamentos indesejados ou irrelevantes para proteger os recursos da memória de trabalho e da atenção.
Geralmente, a inibição cognitiva é medida através de testes de ignorar direcionado, autorrelatos sobre pensamentos intrusivos e tarefas de priming negativo. Assim como no controle de interferência, psicólogos de personalidade mensuram a inibição cognitiva utilizando a escala de controle esforçado de Rothbart e a escala de Conscienciosidade dos Cinco Grandes. O córtex cingulado anterior, as regiões pré-frontais e o córtex associativo parecem estar envolvidos na inibição cognitiva.

##### Inibição Comportamental
A inibição comportamental é a supressão de uma resposta prepotente.
Geralmente é medida por meio da tarefa Go/No Go, tarefa de sinal de parada e relatos sobre a supressão da orientação atencional. Questionários teoricamente relevantes para a inibição comportamental incluem a escala de controle esforçado de Rothbart e a dimensão Conscienciosidade dos Cinco Grandes. A justificativa para o uso de medidas comportamentais como a tarefa de sinal de parada é que os processos “ir” e “parar” são independentes e, diante dos sinais “ir” e “parar”, eles competem em uma “corrida”; se o processo de ir vence, a resposta prepotente é executada, enquanto se o processo de parar vence, a resposta é contida. Nesse contexto, a impulsividade é conceituada como um processo de parada relativamente lento. As regiões cerebrais envolvidas na inibição comportamental parecem ser as regiões pré-frontais laterais e orbitofrontais, juntamente com processos premotores.

##### Inibição Oculomotora
A inibição oculomotora é a supressão voluntária de um sacada reflexa.
Essa inibição é testada utilizando tarefas antisacadas e outras tarefas oculomotoras. Ademais, a escala de controle esforçado de Rothbart e a dimensão Conscienciosidade dos Cinco Grandes são utilizadas para captar alguns dos processos esforçados subjacentes à capacidade de suprimir movimentos oculomotores. As áreas dos campos oculares frontais e do córtex pré-frontal dorsolateral estão envolvidas na inibição oculomotora.

#### Inibição Motivacional

##### Em resposta à punição
A inibição motivacional e a resposta diante de punição podem ser medidas utilizando tarefas que testam a inibição de resposta primária, tarefas modificadas do tipo go/no go, inibição de resposta concorrente e tarefas de Stroop emocional. Psicólogos de personalidade também utilizam a medida do sistema de inibição comportamental de Gray's biopsychological theory of personality, a escala de neuroticismo introversão do Questionário de Personalidade de Eysenck e a escala de Neuroticismo-Anxiety do modelo Alternativo dos Cinco Fatores de Personalidade de Zuckerman. A formação septal-hipocampal, o cíngulo e os sistemas motores parecem ser as áreas cerebrais mais envolvidas na resposta à punição.

##### Em resposta à novidade
A resposta à novidade tem sido medida utilizando a escala do sistema de inibição comportamental de Kagan e escalas de neuroticismo introvertido. O sistema amigdalóide é implicado na resposta à novidade.

#### Inibição Automática da Atenção

##### Estímulos recentemente inspecionados
A supressão de estímulos que foram recentemente inspecionados, tanto para a atenção quanto para a execução de sacadas oculomotoras, é normalmente medida por meio de testes de inibição de retorno atencional e oculomotor.

##### Estímulos negligenciados
Informações em locais que não estão sendo ativamente focados são suprimidas enquanto a atenção é direcionada a outros pontos. Isso envolve medidas de orientação atencional dissimulada e de negligência, juntamente com escalas de personalidade sobre neuroticismo. As áreas do córtex associativo posterior e as vias subcorticais são implicadas nesse tipo de inibição.

### Metas de ação/inação
Pesquisas recentes na psicologia também identificam a condição da impulsividade em relação às metas gerais de ação das pessoas. É possível que essas metas de ação e inação estejam subjacentes às diferenças comportamentais observadas no dia a dia, pois podem demonstrar “padrões comparáveis à variação natural nos níveis gerais de atividade”. Mais especificamente, o nível de impulsividade e mania das pessoas pode estar positivamente correlacionado com atitudes favoráveis e metas de ação, enquanto responde negativamente a atitudes favoráveis e metas de inação.

## Avaliação da impulsividade

### Testes e autorrelatos de personalidade

#### Escala de Impulsividade de Barratt
A Escala de Impulsividade de Barratt (BIS) é uma das medidas mais antigas e amplamente utilizadas para traços impulsivos de personalidade. A primeira versão da BIS foi desenvolvida em 1959 pelo Dr. Ernest Barratt. Ela foi revisada extensivamente para atingir dois objetivos principais: (1) identificar um conjunto de itens de “impulsividade” que fosse ortogonal a um conjunto de itens de “ansiedade”, medidos pela Taylor Manifest Anxiety Scale (MAS) ou pela Cattell Anxiety Scale, e (2) definir a impulsividade dentro da estrutura de traços de personalidade relacionados, como a dimensão de Extroversão de Eysenck ou a dimensão de Busca de Sensações de Zuckerman, especialmente o subfator de desinibição. A BIS-11, com 30 itens, foi desenvolvida em 1995. Segundo Patton e colaboradores, existem 3 subescalas (Impulsividade Atencional, Impulsividade Motora e Impulsividade por Falta de Planejamento) com seis fatores:
1. Atenção: “focar na tarefa em mãos”.
2. Impulsividade motora: “agir por impulso”.
3. Autocontrole: “planejar e pensar cuidadosamente”.
4. Complexidade cognitiva: “apreciar desafios mentais”.
5. Perseveração: “manter um estilo de vida consistente”.
6. Instabilidade cognitiva: “inserção de pensamentos e pensamentos acelerados”.

#### Escala de Impulsividade de Eysenck
A Escala de Impulsividade de Eysenck (EIS) é um questionário de 54 itens de “sim/não” projetado para medir impulsividade. Três subescalas são derivadas dessa medida: Impulsividade, Ousadia e Empatia. A impulsividade é definida como “agir sem pensar e sem perceber o risco envolvido na ação”. A ousadia é conceituada como “estar ciente do risco da ação, mas agindo mesmo assim”. O questionário foi construído por meio de análise fatorial, a fim de conter itens que apresentassem as maiores cargas fatoriais em impulsividade e ousadia. A EIS é uma medida amplamente utilizada e bem validada.

#### Inventário de Impulsividade de Dickman
O Inventário de Impulsividade de Dickman foi desenvolvido pela primeira vez em 1990 por Scott J. Dickman. Essa escala baseia-se na proposta de Dickman de que existem dois tipos de impulsividade significativamente diferentes entre si. Essa escala inclui a impulsividade funcional, caracterizada pela tomada de decisão rápida quando é a opção ideal – um traço frequentemente considerado motivo de orgulho –, e a impulsividade disfuncional, caracterizada pela tomada de decisão rápida quando não é ideal. Esse tipo de impulsividade está frequentemente associado a dificuldades na vida, incluindo problemas com abuso de substâncias e outros resultados negativos.
A escala contém 63 itens, dos quais 23 estão relacionados à impulsividade disfuncional, 17 à impulsividade funcional e 23 são questões de preenchimento que não se relacionam a nenhum dos constructos. Essa escala foi adaptada para uso com crianças e para diversos idiomas. Dickman demonstrou que não há correlação entre essas duas tendências entre os indivíduos, além de apresentarem diferentes correlatos cognitivos.

#### Escala de Comportamento Impulsivo UPPS
A Escala de Comportamento Impulsivo UPPS é um questionário autorrelatado de 45 itens, projetado para medir a impulsividade de acordo com dimensões do modelo dos Cinco Grandes traços de personalidade. A UPPS inclui 4 subescalas: falta de premeditação, urgência, falta de perseverança e busca de sensações.
A UPPS-P Impulsive Behavior Scale (UPPS-P) é uma versão revisada da UPPS, contendo 59 itens. Ela avalia uma via adicional de personalidade para comportamentos impulsivos, denominada Urgência Positiva, além das quatro vias avaliadas na versão original da escala: Urgência (agora Urgência Negativa), falta de Premeditação, falta de Perseverança e Busca de Sensações.
A versão curta da UPPS-P (UPPS-Ps) é uma escala de 20 itens que avalia cinco diferentes facetas da impulsividade (4 itens por dimensão).
A UPPS-R Interview é uma entrevista semiestruturada que mede o grau em que os indivíduos apresentam os diversos componentes da impulsividade avaliados pela UPPS-P.

#### Histórico de Vida de Comportamentos Impulsivos (LHIB)
O Histórico de Vida de Comportamentos Impulsivos (LHIB) é um questionário de 53 itens projetado para avaliar o histórico vital de comportamentos impulsivos (em oposição a tendências impulsivas) bem como o nível de angústia e comprometimento associados a esses comportamentos. O conjunto de avaliações foi desenvolvido para medir as seguintes seis dimensões: (a) impulsividade, (b) busca de sensações, (c) ansiedade de traço, (d) depressão de estado, (e) empatia e (f) desejabilidade social. O LHIB consiste em escalas para impulsividade clinicamente significativa, impulsividade não clinicamente significativa e impulsividade associada a angústia/comprometimento.

#### Sistema de Inibição Comportamental/Sistema de Ativação Comportamental (BIS/BAS)
O BIS/BAS foi desenvolvido com base na teoria biopsicossocial de personalidade de Gray, que sugere que existem dois sistemas motivacionais gerais que subjazem o comportamento e o afeto: BIS e BAS. Esse questionário autorrelatado de 20 itens foi projetado para avaliar as sensibilidades disposicionais do BIS e do BAS.

#### Escala de Agressão Impulsiva/Premeditada
A Escala de Agressão Impulsiva/Premeditada (IPAS) é um questionário autorrelatado de 30 itens. Metade dos itens descrevem agressão impulsiva e a outra metade descreve agressão premeditada. O comportamento agressivo tem sido tradicionalmente classificado em dois subtipos distintos: impulsivo ou premeditado. A agressão impulsiva é definida como uma resposta agressiva imediata e sem controle diante de uma provocação. Já a agressão premeditada é definida como um ato agressivo planejado ou consciente, não sendo espontâneo ou relacionado a um estado agitado. A IPAS foi desenvolvida para caracterizar o comportamento agressivo como predominantemente impulsivo ou premeditado.

#### Inventário Padua
O Inventário Padua (PI) consiste em 60 itens que descrevem comportamentos obsessivo-compulsivos comuns e permite a investigação de tais problemas tanto em sujeitos normais quanto clínicos.

### Paradigmas comportamentais
Uma ampla variedade de testes comportamentais foi desenvolvida para a avaliação da impulsividade tanto em contextos clínicos quanto experimentais. Embora nenhum teste único seja um preditor perfeito ou substituto suficiente para um diagnóstico clínico real, quando utilizado em conjunto com relatórios de pais/professores, questionários comportamentais e outros critérios diagnósticos, a utilidade dos paradigmas comportamentais reside em sua capacidade de focalizar aspectos específicos do amplo constructo da impulsividade. Quantificar déficits específicos é útil para o clínico e para o experimentador, ambos preocupados em obter efeitos de tratamento objetivamente mensuráveis.[carece de fontes?]

#### Teste do Marshmallow
Um teste amplamente reconhecido para impulsividade é o paradigma de atraso de gratificação, comumente conhecido como o teste do marshmallow. Desenvolvido na década de 1960 para avaliar a “força de vontade” e o autocontrole em crianças em idade pré-escolar, o teste do marshmallow consiste em colocar um único marshmallow à frente de uma criança e informá-la de que ela ficará sozinha na sala por um determinado período. A criança é avisada de que, se o marshmallow permanecer intacto quando o experimentador retornar, receberá um segundo marshmallow, e os dois poderão ser consumidos em seguida.[carece de fontes?]
Apesar de sua simplicidade e facilidade de administração, evidências de estudos longitudinais sugerem que o número de segundos que crianças pré-escolares esperam para obter o segundo marshmallow é preditivo de pontuações mais altas no SAT, melhor enfrentamento social e emocional na adolescência, maior desempenho educacional e menor uso de cocaína/crack.

#### Desconto de Atraso
Assim como o teste do marshmallow, o desconto de atraso também é um paradigma de atraso de gratificação. Ele é concebido com base no princípio de que o valor subjetivo de um reforçador diminui, ou é “descontado”, à medida que o atraso para o reforço aumenta. Os sujeitos são apresentados a diferentes escolhas entre recompensas menores e imediatas e recompensas maiores e recompensas atrasadas. Manipulando-se a magnitude da recompensa e/ou o atraso da recompensa em múltiplas tentativas, podem ser estimados pontos de “indiferença”, nos quais a escolha entre a pequena recompensa imediata ou a grande recompensa atrasada é aproximadamente igualmente provável. Os sujeitos são classificados como impulsivos quando seus pontos de indiferença decrescem de forma mais acentuada em função do atraso, em comparação à população normal (isto é, demonstram maior preferência por recompensa imediata). Diferentemente do teste do marshmallow, o desconto de atraso não requer instrução verbal e pode ser implementado em animais não humanos.

#### Tarefas go/não-go e tempo de reação ao sinal de parada
Dois testes comuns de inibição de resposta em humanos são a tarefa go/não-go e uma variante ligeira conhecida como teste de tempo de reação ao sinal de parada (SSRT). Durante uma tarefa go/não-go, o participante é treinado, em múltiplas tentativas, a emitir uma resposta específica (por exemplo, pressionar uma tecla) quando apresentado com um sinal de “ir”. Em algumas tentativas, um sinal de “parar” é apresentado pouco antes ou simultaneamente ao sinal de “ir”, e o sujeito deve inibir a resposta iminente.
O teste SSRT é similar, exceto pelo fato de que o sinal de “parar” é apresentado após o sinal de “ir”. Essa pequena modificação aumenta a dificuldade de inibir a resposta de “ir”, pois o participante geralmente já iniciou essa resposta quando o sinal de “parar” é apresentado. O participante é instruído a responder o mais rapidamente possível ao sinal de “ir”, mantendo, ao mesmo tempo, a maior precisão possível na inibição (nas tentativas de não-go). Durante a tarefa, o tempo em que o sinal de “parar” é apresentado (o atraso do sinal de parada ou SSD) é ajustado dinamicamente para corresponder ao tempo após o sinal de “ir” em que o participante consegue/não consegue inibir sua resposta. Se o participante falhar em inibir a resposta de “ir”, o sinal de “parar” é movido um pouco mais próximo do sinal “ir” original; se o participante conseguir inibir a resposta, o sinal de “parar” é adiantado ligeiramente no tempo. O SSRT é, assim, medido como o tempo médio de resposta ao “ir” subtraído do tempo médio de apresentação do sinal de “parar” (SSD).

#### Tarefa Analógica de Risco do Balão (BART)
A Tarefa Analógica de Risco do Balão (BART) foi desenvolvida para avaliar o comportamento de tomada de risco. Os sujeitos são apresentados a uma representação computacional de um balão que pode ser inflado de forma incremental ao pressionar uma tecla. À medida que o balão é inflado, o sujeito acumula recompensas a cada pressão da tecla. O balão é programado com uma probabilidade constante de estourar. Se o balão estourar, todas as recompensas associadas a ele serão perdidas; alternativamente, o sujeito pode optar por parar de inflá-lo e “bancar” a recompensa daquele balão a qualquer momento. Assim, mais pressões na tecla equivalem a uma recompensa maior, mas também a uma probabilidade maior de o balão estourar e, consequentemente, de se perder a recompensa daquela tentativa. A BART pressupõe que indivíduos com tendência à “tomada de risco” são mais propensos a estourar o balão, obtendo, no geral, uma recompensa inferior à média populacional.[carece de fontes?]

#### Tarefa de Jogo de Iowa
A Tarefa de Jogo de Iowa (TJI) é um teste originalmente destinado a medir a tomada de decisão, especificamente em indivíduos com lesão no córtex pré-frontal ventromedial. O conceito de impulsividade, no que se refere à TJI, pressupõe que decisões impulsivas são decorrentes da incapacidade do indivíduo de tomar decisões racionais ao longo do tempo, devido à superamplificação da recompensa emocional/somática. Na TJI, os indivíduos recebem quatro baralhos de cartas para escolher. Dois desses baralhos fornecem recompensas muito maiores, mas com deduções também muito elevadas, enquanto os outros dois oferecem recompensas menores por carta, com deduções bem mais reduzidas. Com o passar do tempo, aqueles que escolhem predominantemente os baralhos de alta recompensa tendem a perder dinheiro, enquanto os que optam pelos baralhos de recompensas menores ganham dinheiro.
A TJI utiliza processos “quentes” e “frios” em seu conceito de tomada de decisão. A tomada de decisão “quente” envolve respostas emocionais ao material apresentado, baseadas na motivação relacionada a recompensas e punições. Os processos “frios” ocorrem quando o indivíduo utiliza determinações cognitivas racionais para tomar decisões. Em conjunto, espera-se que um indivíduo obtenha uma reação emocional positiva quando suas escolhas geram consequências benéficas e reaja negativamente quando as escolhas produzem maiores consequências adversas. De modo geral, indivíduos saudáveis submetidos à TJI tendem, com o tempo, a migrar para os baralhos de ganho menor, à medida que percebem que ganham mais dinheiro do que perdem, tanto por conseguirem identificar que um baralho oferece recompensas de forma mais consistente quanto pelas emoções associadas a ganhos constantes. Contudo, aqueles que apresentam déficits emocionais não percebem a perda progressiva de dinheiro e continuam sendo mais influenciados pela excitação de recompensas de maior valor, sem serem afetados pelas emoções negativas decorrentes das perdas.[carece de fontes?]
Para mais informações sobre esses processos, consulte a Hipótese do marcador somático.

#### Reforço Diferencial da Baixa Taxa de Resposta (DRL)
O reforço diferencial da baixa taxa de resposta (DRL), descrito por Ferster e Skinner é utilizado para incentivar baixas taxas de resposta. Derivado de pesquisas em condicionamento operante, esse procedimento oferece uma excelente oportunidade para medir a capacidade de inibição de respostas comportamentais em crianças hiperativas. Crianças hiperativas demonstraram, de modo relativamente consistente, dificuldade em desempenhar a tarefa eficientemente, e esse déficit persistiu independentemente da idade, do QI ou das condições experimentais. Portanto, o procedimento pode discriminar com precisão entre crianças hiperativas e não hiperativas, conforme avaliadas por professores e pais. Nesse procedimento, respostas ocorridas antes do decurso de um intervalo de tempo pré-estabelecido não são reforçadas e reiniciam a contagem do tempo necessário entre os comportamentos.[carece de fontes?]
Em um estudo, uma criança foi levada para a sala experimental e informada de que participaria de um jogo no qual teria a chance de ganhar muitos M&M’s. Toda vez que a criança acendia a luz do indicador de recompensa ao pressionar um botão vermelho, ganhava um M&M. Contudo, ela precisava esperar um período (6 segundos) antes de poder pressionar o botão novamente para obter outro ponto. Se o botão fosse pressionado precocemente, o ponto não seria creditado, a luz não se acenderia, e seria necessário aguardar novamente para tentar obter outro ponto.[carece de fontes?]
Pesquisadores também observaram que, em situações baseadas no tempo, os sujeitos frequentemente se engajam em uma sequência ou cadeia de comportamentos entre respostas reforçáveis. Isso ocorre porque essa sequência colateral de comportamentos auxilia o sujeito a “esperar” o intervalo temporal exigido entre as respostas.[carece de fontes?]

#### Outros
Outras tarefas comuns para avaliar impulsividade incluem a tarefa de desempenho contínuo (CPT), a tarefa de tempo de reação serial de 5 escolhas (5-CSRTT), a tarefa Stroop e a Tarefa de Figuras Familiares Correspondentes.

## Farmacologia e Neurobiologia

### Descobertas Neurobiológicas
Embora os mecanismos neurais precisos subjacentes aos transtornos do controle de impulsos não sejam totalmente conhecidos, o córtex pré-frontal (CPF) é a região cerebral mais amplamente implicada na impulsividade. Lesões no córtex pré-frontal têm sido associadas a dificuldades em se preparar para agir, alternar entre alternativas de resposta e inibir respostas inadequadas. Pesquisas recentes identificaram regiões adicionais de interesse, bem como sub-regiões específicas do CPF, que se correlacionam com o desempenho em tarefas comportamentais específicas.[carece de fontes?]

#### Desconto de Atraso
Lesões excitotóxicas no núcleo accumbens central demonstraram aumentar a preferência pela recompensa menor e imediata, enquanto lesões na casca do núcleo accumbens não apresentaram efeito observável. Além disso, lesões na amígdala basolateral, uma região intimamente relacionada ao CPF, afetam negativamente a escolha impulsiva de maneira semelhante ao observado em lesões no núcleo accumbens central. Além disso, o estriado dorsal também pode estar envolvido na escolha impulsiva de maneira complexa.

#### Teste de go/não-go e tempo de reação ao sinal de parada
O córtex orbitofrontal passa agora a ser considerado como desempenhando um papel na desinibição, e lesões em outras estruturas cerebrais, como o giro frontal inferior direito – uma sub-região específica do CPF – têm sido associadas a déficits na inibição do sinal de parada.

#### Tarefa de Tempo de Reação Serial de 5 Escolhas (5-CSRTT) e Reforço Diferencial de Baixa Taxa (DRL)
Assim como no desconto de atraso, estudos com lesões implicaram a região central do núcleo accumbens na inibição de respostas, tanto no DRL quanto no 5-CSRTT. Respostas prematuras no 5-CSRTT podem também ser moduladas por outros sistemas dentro do estriado ventral.[carece de fontes?] No 5-CSRTT, lesões no córtex cingulado anterior demonstraram aumentar as respostas impulsivas, enquanto lesões no córtex pré-límbico prejudicam o desempenho atencional.

#### Tarefa de Jogo de Iowa
Pacientes com lesões no córtex frontal ventromedial apresentam tomada de decisão precária e persistem em fazer escolhas arriscadas na Tarefa de Jogo de Iowa.

### Achados Neuroquímicos e Farmacológicos
Os principais tratamentos farmacológicos para o TDAH são o metilfenidato (Ritalina) e a anfetamina. Tanto o metilfenidato quanto as anfetaminas bloqueiam a recaptação de dopamina e norepinefrina no neurônio pré-sináptico, atuando para aumentar os níveis pós-sinápticos desses neurotransmissores. Dentre essas duas monoaminas, o aumento da disponibilidade de dopamina é considerado a principal causa dos efeitos benéficos dos medicamentos para o TDAH, enquanto níveis elevados de norepinefrina podem ser eficazes apenas na medida em que exercem efeitos indiretos sobre a dopamina.
A eficácia dos inibidores da recaptação de dopamina no tratamento dos sintomas do TDAH levou à hipótese de que o TDAH pode decorrer de baixos níveis tônicos de dopamina (particularmente na rede fronto-límbica), embora as evidências que sustentam essa teoria sejam mistas.

## Genética
Existem diversas dificuldades ao tentar identificar um gene para traços complexos como a impulsividade, incluindo a heterogeneidade genética. Outra dificuldade é que os genes em questão podem, por vezes, apresentar penetrância incompleta, “onde uma determinada variante gênica nem sempre causa o fenótipo”. Grande parte das pesquisas sobre a genética dos transtornos relacionados à impulsividade, como o TDAH, baseia-se em estudos familiares ou de ligação genética. Diversos genes de interesse têm sido estudados na tentativa de identificar os principais contribuintes genéticos para a impulsividade. Alguns desses genes são:
- DAT1 é o gene do transportador de dopamina, responsável pela recaptação ativa de dopamina na sinapse neural. Polimorfismos do DAT1 têm sido associados à hiperatividade e ao TDAH.[161]
- DRD4 é o gene do receptor de dopamina D4 e está associado ao TDAH e a comportamentos de busca por novidade.[159][162] Propôs-se que a busca por novidade está associada à impulsividade. Camundongos deficientes para o DRD4 demonstraram respostas comportamentais reduzidas à novidade.[163]
- 5HT2A é o gene do receptor de serotonina. O gene do receptor 2A de serotonina tem sido associado tanto à hiperlocomoção, quanto ao TDAH e à impulsividade. Sujeitos com um determinado polimorfismo do gene 5HT2A cometeram mais erros de comissão durante uma condição de punição-recompensa em uma tarefa go/não-go.[164]
- HTR2B é o gene do receptor de serotonina.[165]
- CTNNA2 codifica uma α-catenina expressa no cérebro, a qual tem sido associada à busca por excitação em um estudo de associação genômica ampla (GWAS) envolvendo 7.860 indivíduos.[19]

## Intervenção

### Intervenções para Impactar a Impulsividade de Forma Geral
Embora a impulsividade possa assumir formas patológicas (por exemplo, transtorno por uso de substâncias, TDAH), existem manifestações menos graves e não clínicas de impulsividade problemática na vida cotidiana de muitas pessoas. Pesquisas sobre as diferentes facetas da impulsividade podem orientar pequenas intervenções que alterem a tomada de decisão e reduzam comportamentos impulsivos. Por exemplo, alterar as representações cognitivas das recompensas (como fazer com que recompensas de longo prazo pareçam mais concretas) e/ou criar situações de pré-comprometimento (eliminando a possibilidade de mudar de ideia posteriormente) pode reduzir a preferência pela recompensa imediata, observada no desconto de atraso.

#### Treinamento Cerebral
Intervenções de treinamento cerebral incluem tanto abordagens laboratoriais (por exemplo, treinamento utilizando tarefas como go/não-go) quanto intervenções baseadas na comunidade, família e escola, que são ecologicamente válidas (como o ensino de técnicas para regular emoções ou comportamentos) e podem ser aplicadas a indivíduos com níveis não clínicos de impulsividade. Ambas as abordagens visam melhorar o funcionamento executivo e as capacidades de autocontrole, direcionando intervenções para aspectos específicos do funcionamento executivo, como controle inibitório, memória de trabalho ou atenção. Evidências emergentes sugerem que intervenções de treinamento cerebral podem influenciar o funcionamento executivo, inclusive o controle inibitório. O treinamento específico do controle inibitório vem acumulando evidências de que pode ajudar indivíduos a resistir à tentação de consumir alimentos com alto teor calórico e para reduzir comportamentos relacionados ao consumo de bebidas alcoólicas. Alguns autores expressaram preocupação de que os resultados favoráveis obtidos em estudos com treinamento de memória de trabalho devam ser interpretados com cautela, pois as conclusões sobre mudanças nas habilidades foram obtidas utilizando tarefas únicas, uso inconsistente de tarefas de memória de trabalho, grupos de controle sem contato e medidas subjetivas de mudança.

### Tratamento de Transtornos Específicos de Impulsividade
Tratamentos comportamentais, psicossociais e psicofarmacológicos para transtornos envolvendo impulsividade são comuns.

#### Intervenção Psicofarmacológica
A intervenção psicofarmacológica em transtornos de impulsividade tem demonstrado efeitos positivos; intervenções farmacológicas comuns incluem o uso de medicamentos estimulantes, inibidores seletivos da recaptação de serotonina (ISRS) e outros antidepressivos. No TDAH, há uma base de evidências bem estabelecida que apoia o uso de medicamentos estimulantes para a redução dos sintomas. O jogo patológico também foi estudado em ensaios clínicos com medicamentos, e há evidências de que o comportamento de jogo responde aos ISRS e a outros antidepressivos. O tratamento farmacológico baseado em evidências para a tricotilomania ainda não está disponível, havendo resultados mistos em estudos que investigam o uso de ISRS, embora a terapia cognitivo-comportamental tenha demonstrado efeitos positivos. O transtorno explosivo intermitente é geralmente tratado com estabilizadores de humor, ISRS, beta-bloqueadores, agonistas alfa e antipsicóticos – todos com efeitos positivos comprovados. Há evidências de que algumas intervenções farmacológicas são eficazes no tratamento de transtornos por uso de substâncias, embora seu uso possa depender do tipo de substância abusada. Os tratamentos farmacológicos para transtornos por uso de substâncias incluem acamprosato, buprenorfina, disulfiram, LAAM, metadona e naltrexona.

#### Intervenções Comportamentais
Intervenções comportamentais também possuem uma base de evidências robusta para os transtornos do controle de impulsos. No TDAH, intervenções comportamentais como o treinamento comportamental parental, a gestão comportamental em sala de aula e intervenções intensivas com foco nos pares em ambientes recreativos cumprem diretrizes rigorosas que os qualificam como tratamentos baseados em evidências. Além disso, uma meta-análise recente de tratamentos baseados em evidências para o TDAH constatou que o treinamento em organização é um método de tratamento bem estabelecido. Tratamentos comportamentais empiricamente validados para transtornos por uso de substâncias são bastante semelhantes entre os diferentes transtornos e incluem a terapia comportamental para casais, a TCC, a gestão por contingência, a terapia de aprimoramento motivacional e a prevenção de recaída. A piromania e a cleptomania são pouco estudadas (em grande parte devido à ilegalidade dos comportamentos), embora haja evidências de que intervenções psicoterapêuticas (TCC, aconselhamento de curto prazo, programas de tratamento diurno) sejam eficazes no tratamento da piromania, enquanto a cleptomania parece responder melhor ao tratamento com ISRS. Ademais, terapias como a TCC, a terapia familiar e o treinamento de habilidades sociais têm demonstrado efeitos positivos sobre comportamentos agressivos explosivos.

## Leituras adicionais
- Evenden, J. L. (21 de outubro de 1999). «Variedades de impulsividade». Psychopharmacology. 146 (4): 348–361. PMID 10550486. doi:10.1007/PL00005481
- Hollander, E.; Rosen, J. (Março de 2000). «Impulsividade». Journal of Psychopharmacology. 14 (2_suppl1): S39–S44. PMID 10888030. doi:10.1177/02698811000142S106
- Moeller, F. Gerard; Barratt, Ernest S.; Dougherty, Donald M.; Schmitz, Joy M.; Swann, Alan C. (Novembro de 2001). «Aspectos psiquiátricos da impulsividade». American Journal of Psychiatry. 158 (11): 1783–1793. PMID 11691682. doi:10.1176/appi.ajp.158.11.1783
- Chamberlain, Samuel R; Sahakian, Barbara J (Maio de 2007). «A neuropsiquiatria da impulsividade». Current Opinion in Psychiatry. 20 (3): 255–261. PMID 17415079. doi:10.1097/YCO.0b013e3280ba4989